# Mario Butler
Mario Alberto Butler Graham (Panama, 15 gennaio 1957) è un ex cestista panamense.

## Carriera
È stato selezionato dai Golden State Warriors all'ottavo giro del Draft NBA 1979 (155ª scelta assoluta).
Con Panama ha disputato due edizioni dei Campionati mondiali (1982, 1986).